# Collette Wolfe
Collette Wolfe (King George, 4 aprile 1980) è un'attrice statunitense.

## Filmografia parziale

### Cinema
- The Foot Fist Way, regia di Jody Hill (2006)
- The Wager, regia di Judson Pearce Morgan (2007)
- Semi-Pro, regia di Kent Alterman (2008)
- Tutti insieme inevitabilmente (Four Christmases), regia di Seth Gordon (2008)
- 17 Again - Ritorno al liceo (17 Again), regia di Burr Steers (2009)
- Observe and Report, regia di Jody Hill (2009)
- Un tuffo nel passato (Hot Tub Time Machine), regia di Steve Pink (2010)
- Young Adult, regia di Jason Reitman (2011)
- Provetta d'amore (The Babymakers), regia di Jay Chandrasekhar (2012)
- Devil's Knot - Fino a prova contraria, regia di Atom Egoyan (2013)
- Interstellar, regia di Christopher Nolan (2014)
- Un tuffo nel passato 2 (Hot Tub Time Machine 2), regia di Steve Pink (2015)

### Televisione
- Cougar Town - serie TV, 8 episodi (2010-2011)
- 100 Questions - serie TV, 6 episodi (2010)
- How I Met Your Mother - serie TV, episodio 5x19 (2010)
- Fetching - serie TV, 15 episodi (2012)
- Next Caller - serie TV, 5 episodi (2012-2013)
- Mad Men - serie TV, episodio 6x03 (2013)
- The Office - serie TV, episodio 9x17 (2013)
- You're the Worst - serie TV, 14 episodi (2015-2016)
- Your Family or Mine - serie TV, 5 episodi (2015)
- A.P. Bio - serie TV, 3 episodi (2018)
- Grey's Anatomy - serie TV, episodio 14x10 (2018)
- Shameless - serie TV, episodio 10x08 (2019)

## Doppiatrici italiani
Nelle versioni in italiano delle opere in cui ha recitato, Collette Wolfe è stata doppiata da:
- Domitilla D'Amico in Observe and Report, Un tuffo nel passato
- Deborah Morese in How I Met Your Mother
- Selvaggia Quattrini in Young Adult
- Barbara Salvucci in Devil's Knot - Fino a prova contraria
- Georgia Lepore in Mad Men
- Francesca Manicone in Interstellar
- Ilaria Stagni in Grey's Anatomy